# بيل إلستون
بيل إلستون (بالإنجليزية: Bill Elston)‏ هو لاعب كرة قدم أسترالية أسترالي، ولد في 4 ديسمبر 1897 في هاميلتون في أستراليا، وتوفي بنفس المكان في 26 سبتمبر 1968.

## وصلات خارجية
- بيل إلستون على موقع AustralianFootball.com (الإنجليزية)
- بيل إلستون على موقع AFLtables.com (الإنجليزية)